# 东广新闻台
上海人民广播电台东广新闻资讯广播，简称东广新闻台，2019年4月起又称“东广新闻台·长三角之声”，是上海广播电视台的一个广播频率，也曾是中国大陆第一家纯新闻“类型化”电台。

## 历史
2004年1月1日，原上海文广新闻传媒集团对所属东方广播电台的新闻综合频率进行重新整合，推出了全新的东广新闻台，对外呼号为“东广新闻资讯频率”。全天除《东广早新闻》保持原有格局外，其他时段以半小时为单位，滚动播出10分钟的综合新闻和20分钟的分类新闻专题。
2005年12月，频率归入上海文广新闻传媒集团广播新闻中心。
2006年1月1日，受到纽约1010WINS新闻电台的理念和运作方式的影响，频率再次改版，口号为“20分钟刷新全球资讯”，成为中国内地第一家纯新闻类型化电台。每天上午9点到深夜0点，推出每20分钟一个单元，全天45次的滚动新闻，包括气象、要闻、综合新闻、体育、财经、生活资讯、交通路况等。
2010年1月6日，频率和新浪网上海站签约，在新浪上海推出滚动新闻播报，第一时间通过新浪优势新闻平台，发布来自东广新闻台的第一手新闻资讯。同日，频率官方新浪微博“东广新闻台”开通。
2012年5月28日，频率再次改版，继续保留“类型化新闻频率”的定位，口号为“全搜索，锐新闻”。每小时分为3个20分钟的板块，分别是“东广锐新闻”“东广锐观察”和“东广锐搜索”。
2013年5月28日，频率再次改版。改版后的频率在运用广播的声音元素基础上，嫁接社会资源，引入听众互动，整合传统媒体和新媒体的优势，充分展现“东广新闻台”品牌的个性化。
2014年6月9日，东方广播中心成立，频率归入东方广播中心。
2015年2月，频率再次改版，定位为“互联网新闻电台”，主要受众目标从传统广播听众调整为互联网和移动用户，并推出“新闻+”应用程序。
2019年4月1日，频率再次改版，定位为“长三角之声”，取消了全天的滚动新闻，事实上转型为新闻综合频率；部分节目（如上海市人民政府新闻发布会、国新办新闻发布会等）转移至上海新闻广播播出。
在2012年5月28日至2019年4月1日期间，东广新闻台曾经使用普通话和上海话整点报时，2019年4月1日起随东广新闻台改版为长三角之声而再次重新改回只有普通话报时。
在2018年中国国际进口博览会期间，频率名称临时改为“东广新闻台·进宝FM”。
随着中国广电总局推进各地播出机构频道频率精简精办，上海广播电视台亦向广电总局申请撤销了东广新闻台的备案，该频率于2020年10月28日0:00与东方都市广播（FM 89.9MHz、AM 792kHz）合并为“上海人民广播电台长三角之声”，原东广新闻台的90.9MHz当天改为转播长三角之声的节目，11月13日改为第一财经广播的频率；中波1296kHz停播。

## 节目
早期的东广新闻台为纯新闻频率，每天9:00-24:00滚动播出新闻。改版后的东广新闻台的节目主要聚焦长三角一体化，原先专业新闻频率时期的部分节目（如《东广早新闻》）获得保留。目前东广新闻台全天24小时广播，每天6:00-14:00（其中6:00-9:00与东方都市广播并机直播《东广早新闻》）、16:00-21:00播出自办节目，其余时段并机上海新闻广播（包括每天22:00-次日5:00转播央视新闻频道）。